# Ralph Schon
Ralph Schon (sinh ngày 20 tháng 1 năm 1990) là một cầu thủ bóng đá Luxembourg hiện đang thi đấu ở vị trí thủ môn cho câu lạc bộ FC Wiltz 71 và Đội tuyển bóng đá quốc gia Luxembourg.

## Sự nghiệp thi đấu
Schon cũng đã từng chơi cho 2 câu lạc bộ FF Norden 02 và FC UNA Strassen.

## Sự nghiệp thi đấu quốc tế
Anh ta ra mắt quốc tế cho Luxembourg vào năm 2016, trong trận thua 3-1 trước Hà Lan trong khuôn khổ Vòng loại giải vô địch bóng đá thế giới 2018.